# VISUAL IS DEAD
『VISUAL IS DEAD』(ヴィジュアル イズ デッド)は、日本のヴィジュアル系バンド、R指定が2013年9月25日に発売した、通算3枚目となるオリジナルアルバム。

## 概要
- 前作『日本沈没』から、1年7か月ぶりのリリースとなった。
- 通常盤と初回限定盤の2形態でのリリースで、初回限定盤は表題曲「VISUAL IS DEAD」のPVとメイキング映像が収録されたDVDが封入されている。なお、本作以前にリリースされた2作は異なり、CDの収録曲や順番は通常盤、初回限定盤ともに同じである。

## 収録曲

### CD
1. 未遂の庭 (1:55)
インストゥルメンタル。
本作に収録されている楽曲の中で、一番演奏時間が短い楽曲となっている。
2. VISUAL IS DEAD (3:37)
アルバムタイトル曲。
ライブ・ビデオ集『映像盤。参』には、アルバムツアー『R-shitei oneman tour 2013 VISUAL IS DEAD』の最終公演だった2013年12月6日の渋谷公会堂公演のライブの映像が収録されている。
先述のように、PVが製作されている。なお、PVは本作の他にも、ビデオ・クリップ集『映像盤。弐』にも収録されている。
3. 秘事 (3:11)
ライブ・ビデオ集『映像盤。参』には、アルバムツアー『R-shitei oneman tour 2013 VISUAL IS DEAD』の最終公演だった2013年12月6日の渋谷公会堂公演のライブの映像が収録されている。
4. ラストレイン (4:15)
10thシングル「アイアムメンヘラ」の通常盤にだけ収録されていたカップリング曲。
5. ザラついた感情と紅い糸 (3:16)
ライブ・ビデオ集『映像盤。参』には、アルバムツアー『R-shitei oneman tour 2013 VISUAL IS DEAD』の最終公演だった2013年12月6日の渋谷公会堂公演のライブの映像が収録されている。
6. 青春はリストカット (3:21)
14thシングルの表題曲。なお、ここから2曲連続でシングル曲が続く。
7. 愛國革命 (3:33)
11thシングルの表題曲。
8. 飴玉 (3:26)
9. スロウデイズ (5:08)
13thシングルの表題曲。
10. 狐の参列 (2:26)
マモの声も収録されているが、インストゥルメンタルに近い形で製作された楽曲。
ライブ・ビデオ集『映像盤。参』には、アルバムツアー『R-shitei oneman tour 2013 VISUAL IS DEAD』の最終公演だった2013年12月6日の渋谷公会堂公演のライブの映像が収録されている。
11. 友達を殺しました。 (2:22)
ライブ・ビデオ集『映像盤。参』には、アルバムツアー『R-shitei oneman tour 2013 VISUAL IS DEAD』の最終公演だった2013年12月6日の渋谷公会堂公演のライブの映像が収録されている。
12. クローゼットガール (3:42)
12thシングルの表題曲。
13. 木枯らしの花嫁 (5:17)
本作に収録されている楽曲の中で、一番演奏時間が長い楽曲となっている。
ライブ・ビデオ集『映像盤。参』には、アルバムツアー『R-shitei oneman tour 2013 VISUAL IS DEAD』の最終公演だった2013年12月6日の渋谷公会堂公演のライブの映像が収録されている。
14. アイアムメンヘラ (3:35)
10thシングルの表題曲。本作に収録されているシングル曲の中で、最も古い楽曲である。
15. 衝動 (3:19)
ライブ・ビデオ集『映像盤。参』には、クレジットの場面で、ライブ映像として収録されている。
16. ever sleep (3:45)
ライブ・ビデオ集『映像盤。参』には、アルバムツアー『R-shitei oneman tour 2013 VISUAL IS DEAD』の最終公演だった2013年12月6日の渋谷公会堂公演のライブの映像が収録されている。
17. セカイノオワリ (3:21)
15thシングルの表題曲。本作に収録されているシングル曲の中で、最も新しい楽曲である。

### 初回限定盤 DVD
1. VISUAL IS DEAD PV
2. VISUAL IS DEAD PV Making

## 収録映像作品
PV収録作品
- 『映像盤。弐』(#2、#4、#6、#7、#9、#12、#17)

ライブ映像収録
- 『映像盤。参』(#2、#3、#4、#5、#6、#7、#9、#10、#11、#13、#14、#16、#17)